# Bükkszentkereszt
Bükkszentkereszt (slovensky Nová Huta) je obec v Maďarsku v župě Borsod-Abaúj-Zemplén v okrese Miskolc. Leží přibližně 11 kilometrů západně od města Miskolc. Blízko obce leží oblíbené středisko zimních sportů Bánkút.
Má rozlohu 26,97 km2 a žije zde 1206 obyvatel (2015).